# サレンダー (布袋寅泰の曲)
「サレンダー」（SURRENDER）は、布袋寅泰の楽曲である。1994年3月30日に東芝EMIより7枚目のシングルとして発売された。

## 解説
アルバム『GUITARHYTHM IV』からの先行シングル。
「サレンダー」・「ESCAPE」共に『GUITARHYTHM IV』にはアルバム・バージョンが収録されている。

## 収録曲
| 全作詞・作曲・編曲: 布袋寅泰。 |                |          |            |      |
| #                              | タイトル       | 作詞     | 作曲・編曲 | 時間 |
| 1.                             | 「サレンダー」 | 布袋寅泰 | 布袋寅泰   | 5:52 |
| 2.                             | 「ESCAPE」     | 布袋寅泰 | 布袋寅泰   | 4:31 |
| 合計時間:                      | 合計時間:      | 10:23    |            |      |

### 曲解説
1. サレンダー
ファンから人気の高いメロディアスなヒット曲[2]。命、出生、孤独などを歌う。それは降伏（surrender）をすることなく這い上がる不屈の魂である[3]。
2番サビ後のギターソロ前半は2つのコードのみを駆使して構成されている。ギターソロ前半は最後に「ドレミファ」と奏でられて後半に移行し、後半は単一音の「ファ」が12小節もの長さにわたって奏でられる[注 1]。それはロック史上前例のない試みであった[3]。布袋はインタビューで次のように話している[3]。降伏寸前から這い上がる。そんな不屈の魂を描きたかった。ロックのギターソロ史上例を見ない12小節が同じ音階という挑戦も、どんなに風が吹き荒れようとこの魂だけは決して揺るぎはしない、という強い思いを表現したかったんだよ。
ライブで演奏される場合ギターソロの後半は仰け反って（ギターを立てて）演奏することが非常によく見られる。
布袋はこの曲に関連する曲の例としてブルース・スプリングスティーンの「涙のサンダーロード」（Thunder Road）と「明日なき暴走」に言及している[3]。
シングル・ヴァージョンのサビは輪唱であり、アルバム・ヴァージョンのサビは重唱である。
資生堂「新液体整髪料アグレ・ヘアジェリングウォーター」CMソングに起用された（輪唱ヴァージョン）。
2. ESCAPE
ロンドンから夜行列車でバースへ旅に出て現地のホテルで出来た曲。[4]

## 収録アルバム
サレンダー
- GUITARHYTHM IV
- GUITARHYTHM FOREVER Vol.1
- GREATEST HITS 1990-1999
- TONIGHT I'M YOURS
- 音椿〜the greatest hits of SHISEIDO〜白盤

ESCAPE
- GUITARHYTHM IV
- GUITARHYTHM FOREVER Vol.2
- B-SIDE RENDEZ-VOUS